# Rosalinda Celentano
Rosalinda Celentano (* 15. červenec 1968 Řím, Itálie) je italská herečka. Hrála roli Satana ve filmu Umučení Krista (2004). Je dcerou herce, režiséra a písničkáře Adriana Celentano.